# Hasan Hüseyin Acar
Hasan Hüseyin Acar (Eskişehir, 16 dicembre 1994) è un calciatore turco, centrocampista del Şanlıurfaspor.

## Caratteristiche tecniche
È un centrocampista centrale.

## Carriera
Cresciuto nel settore giovanile dell'Eskişehirspor, ha esordito in prima squadra il 18 agosto 2013 disputando l'incontro di TFF 1. Lig vinto 2-0 contro il Bursaspor.